# Linden (Maierhöfen)
Linden (westallgäuerisch: i Lində, beim Reitəman) ist ein Gemeindeteil der Gemeinde Maierhöfen im bayerisch-schwäbischen Landkreis Lindau (Bodensee).

## Geographie
Der Weiler liegt circa ein Kilometer nördlich des Hauptorts Maierhöfen und zählt zur Region Westallgäu.

## Ortsname
Der Ortsname bezieht sich auf eine Linde (lateinisch tilia) und bedeutet (Siedlung an) der Linde.

## Geschichte
Linden wurde erstmals urkundlich vermutlich um das Jahr 1340 mit sub tilia erwähnt. Die erste sichere Zuordnung der Ortserwähnung ist im Jahr 1451 mit an der Lindo. 1789 fand die Vereinödung Lindens statt. 1978 wurde ein Seniorenheim in Linden eröffnet.
Der Ort gehörte einst zum Gericht Grünenbach in der Herrschaft Bregenz. Später dann bis zum 1. Januar 1935 gehörte die Ortschaft der Gemeinde Gestratz an.